# 田口節子
田口節子（たぐち せつこ、1981年1月14日 - ）は、岡山県出身のボートレーサーである。
登録番号4050。85期。岡山支部所属。妹は中ノ森BANDのYUCCOこと田口裕美子。

## 来歴
- 1999年11月10日、下関競艇場で開催された「一般競走」2Rでデビュー（2着）[1]。
- 1999年12月、児島競艇場で初勝利。
- 2002年2月26日、徳山競艇場での女子王座決定戦競走でG1初出場。
- 2003年11月18日、琵琶湖競艇場での女子リーグで初優勝、寺田千恵を捲っての優勝であった。[2]
- 2004年2月、平和島競艇場での一般競走で混合戦初優勝。
- 2005年3月6日、大村競艇場での「第15回JAL女子王座決定戦競走」でG1初優出、1号艇で臨んだ優勝戦は3着に敗れた。
- 同年5月24日、常滑競艇場での「第32回笹川賞」で、ファン投票で8557票を集めSG初出場を果たす。
- 2006年末から2007年初めにかけて負傷で長期欠場、出走不足のため2007年後期はB級暮らしを余儀なくされる。
- 2007年5月31日、住之江競艇場での「第34回笹川賞」3日目にSG初勝利し、準優勝戦に進出する活躍を見せた。[3]
- 2008年後期以降はA1級を維持し、2010年前期級別審査期間（2009年5月〜10月）には女子の最高勝率選手 (7.81) に輝いた。
- 2011年3月6日、ボートレース三国での「第24回JAL女子王座決定戦競走」でG1初優勝。[4]4000番台初の女子王座優勝者になった。[5]
- 2012年3月4日、ボートレース多摩川での「第25回女子王座決定戦競走」で2連覇。[6]その後の総理大臣杯競走は一般V4から女子王座覇者になって出場。
- 2014年、同支部同期の田中健太郎と結婚し、同年の児島周年記念競走を最後に出産のため長期欠場に入った。なお、田中の方が結婚を機に改姓（ただし選手名は旧姓で引き続き登録）したため、田口側の本名に変更はない。[7]
- 2021年9月19日、ボートレース福岡でのG3オールレディースで優勝し、女子選手として初の全24場制覇を達成した。[8][9]。
- 2021年12月31日、ボートレース福岡でのプレミアムG1クイーンズクライマックスで優勝。
- 2022年12月31日、ボートレース住之江でのプレミアムG1クイーンズクライマックスを連覇。
- 現在、女子戦では中心選手として活躍している他、男女混合の一般戦でも3度優勝するなど、女子選手の第一人者となっている。

## 獲得タイトル

### GI
- 2011年3月6日 第24回 女子王座決定戦（三国競艇場）
- 2012年3月4日 第25回 女子王座決定戦（多摩川競艇場）
- 2021年12月31日　第8回クイーンズクライマックス（ボートレース福岡）
- 2022年12月31日 第9回クイーンズクライマックス（ボートレース住之江）

## エピソード
- デビュー当初はフライングが非常に多かった。
- 85期は「銀河系軍団」と呼ばれており、選手のウェアには「銀河系軍団」とプリントされているものをほぼ全員が着用することもある[10]。